# Magnetosfera de Júpiter
La magnetosfera de Júpiter és la cavitat del vent solar creada pel camp magnètic del planeta. S'estén fins a uns set milions de quilòmetres en direcció al Sol i gairebé fins a l'òrbita de Saturn a la direcció oposada, i és la magnetosfera planetària més gran i potent del sistema solar. L'existència del camp magnètic de Júpiter va ser observada en observacions de ràdio al final de la dècada del 1950 i va ser observada directament per la sonda Pioneer 10 el 1973.
El camp magnètic intern de Júpiter està generat per corrents elèctrics del nucli extern, que està compost d'hidrogen metàl·lic. Les erupcions volcàniques del satèl·lit jovià Ió ejecten grans quantitats de diòxid de sofre a l'espai, formant un gran torus de gas al voltant del planeta. El camp magnètic de Júpiter fa que hagi de girar amb la mateixa velocitat angular i direcció que el planeta. El torus, al seu torn, carrega el camp magnètic amb plasma. De fet, la magnetosfera de Júpiter agafa la forma segons el plasma d'Ió i la seva pròpia rotació, mentre que la de la de la Terra ve donada pel vent solar. Els corrents de la magnetosfera generen aurores permanents al voltant dels pols del planeta i intenses emissions de ràdio variables, que fa que es pugui dir que Júpiter és un púlsar de ràdio molt feble. Les aurores de Júpiter s'han observat en gairebé totes les parts de l'espectre electromagnètic, incloent l'infraroig, el visible, l'ultraviolat i els raigs X tous.